# Euryglossina philoxantha
Euryglossina philoxantha är en biart som beskrevs av Cockerell 1929. Euryglossina philoxantha ingår i släktet Euryglossina och familjen korttungebin. Inga underarter finns listade i Catalogue of Life.

## Bildgalleri

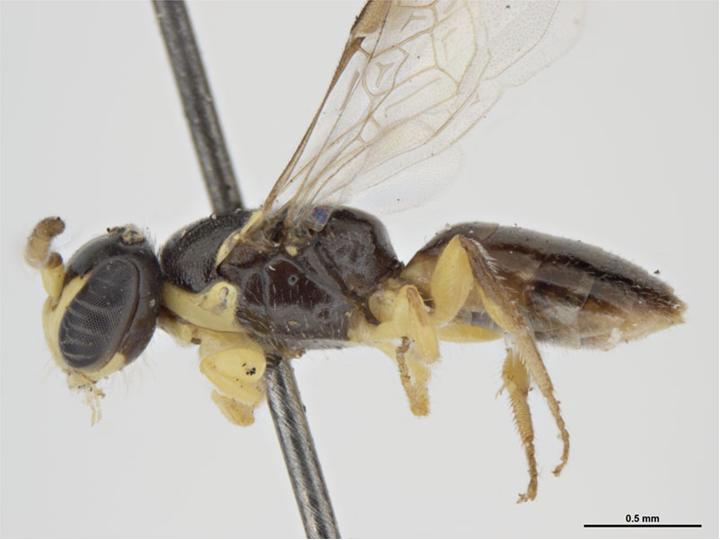